# Siphonophora graciliceps
Siphonophora graciliceps är en mångfotingart som beskrevs av Chamberlin 1923. Siphonophora graciliceps ingår i släktet Siphonophora och familjen Siphonophoridae. Inga underarter finns listade i Catalogue of Life.